# John Meadows
John Meadows (1954. december 24. –) brit rali-navigátor.

## Pályafutása
1983 és 1992 között összesen tinennégy világbajnoki versenyen navigált.
Sinodzuka Kendzsiró navigátoraként két futamgyőzelmet is szerzett a világbajnokságon; kettősük 1991-ben, majd 1992-ben megnyerte az Elefántcsontpart-ralit.

### Rali-világbajnoki győzelmei
| #  | Dátum               | Rali                  | Versenyző          | Autó                   | Összefoglaló |
| -- | ------------------- | --------------------- | ------------------ | ---------------------- | ------------ |
| 1. | 1991. október 27-31 | Elefántcsontpart-rali | Sinozuka Kendzsiró | Mitsubishi Galant VR-4 | Összefoglaló |
| 2. | 1992. okt 31- nov 2 | Elefántcsontpart-rali | Sinozuka Kendzsiró | Mitsubishi Galant VR-4 | Összefoglaló |

## Külső hivatkozások
- Profilja a rallybase.nl honlapon